# Johannes Lippius
Johannes Lippius (* 24. Juni 1585 in Straßburg; † 24. September 1612 in Speyer) war ein deutscher evangelischer Theologe, Philosoph und Musiktheoretiker.

## Leben
Johannes Lippius war ein Sohn des gleichnamigen Johannes Lippius (1554–1622), der Pfarrer an der seit 1529 protestantischen Kirche St. Peter in Straßburg war, und dessen Frau Susanna Klehmann. Er hatte bereits in frühester Jugend eine Ausbildung in den Sprachen und den sieben freien Künsten erhalten, so dass er schon in jungen Jahren an der Universität Straßburg zum Magister der Philosophie ernannt wurde. Bis zum einundzwanzigsten Lebensjahr hatte er Privatvorlesungen und Vorlesungen an der Universität gehalten, bezog dann die Universität Leipzig, 1606 die Universität Wittenberg, die Universität Frankfurt (Oder), die Universität Jena, wo er Adjunkt der philosophischen Fakultät wurde, und die Universität Erfurt.
An allen Hochschulen hatte er sich den theologischen Studien gewidmet und auch selbst Vorlesungen in den philosophischen Wissenschaften gehalten hatte. Nach kurzem Aufenthalt am Hof in Weimar kehrte er über die Universitäten Altdorf, Ingolstadt und Tübingen zurück in seine Heimatstadt. Dort wurde er anstelle von Philipp Marbach zum Professor der Theologie ernannt. Zur Absolvierung seiner Promotion zum Doktor der Theologie begab er sich an die Universität Gießen. Nach der Promotion am 28. August 1612 wollte er nach Straßburg zurückreisen, jedoch erkrankte er während der Rückreise in Speyer an einem hitzigen Fieber und verstarb. Sein Leichnam wurde am 25. September in Speyer beigesetzt.
Schon vor seinem frühzeitigen Tod hatte sich Lippius einen ausgezeichneten Ruf eines Philosophen und Musiktheoretikers erworben. Er versuchte vor allem auch die philosophischen Grundthemen in seine Kompositionen einzubringen. So ist er selbst zum Wegbereiter der modernen Harmonielehre geworden.

## Werke (Auswahl)
- Nobiliorum Problematum Philosophicorum. Wittenberg 1607
- Decas Quaestionum Philosophicarum Controversarum. Wittenberg 1607
- Disp. De musica. Wittenberg 1609
- Diaskepsis Politica De Civitate: Summo Dicante Monarcha. Wittenberg 1610
- Disputatio Ethica. Wittenberg 1610
- Thematia De Homine Theanthrōpō, qui nos creavit & recreavit, favente, In inclyta Witteberga publicae ventilationi proposita Praeside M. Johanne Lippio Argentinensi Alsato Respondente Nicolao Fossio Cimbro Dano. In auditorio Philosophico Hora matutina 6, Kalendis Septembr. Wittenberg 1610
- Thematia Musica Ut Multis Forte Paradoxa. Jena 1610
- Themata Fontem Omnium Errantium Musicorum Aperientia … Jena 1611
- Breviculum Errorum Musicorum Veterum Et Recentiorum Leviter Pronunc Attactorum. Jena 1611
- Philosophiae verae ac sincerae – Praeperatio per Musicam Diam. Straßburg 1612
- Disp. De Baptismo, S. Coenä, Persona Christi et Electione ad Vitam aeteram. 1612
- Synopsis Musicae Novae Omnino Verae atque Methodicae Universae: In Omnis Sophiae Praegustum Parergōs Inventae Disputatae & Propositae Omnibus Philomusis. Straßburg 1612
- Philosophiae verae ac sincerae – Perfectio interior realis per Metaphysicam, rationalis per Logicam, exterior realis per Ethicam, rationalis per Rhetoricam cet. Accessit in fine eiusdem Compendiolum Oeconomicae. Erfurt 1614
- Johannis Lippi[i] Philosophi olim Clarissimi Canones In Virtutum Ac Bonarum Artium Studio ac stadio quotidie observandi: Studio Et Opera Philomusu Cuiiusdam, pro Philomathesi, publici iuris facti, & editi. Erfurt 1616